# Aquilegia vestinae
Aquilegia vestinae là một loài thực vật có hoa trong họ Mao lương. Loài này được Pfenn. & D.M.Moser mô tả khoa học đầu tiên năm 2002.